# شورش ایونیان

شهرهای آسیای کوچک در زمان باستان

شورش ایونیان و شورش‌های مرتبط در آئولیس، دوریس، قبرس، و کاریا، یک شورش نظامی علیه سلطهٔ ایرانی‌ها در آسیای کوچک بود، که از ۴۹۹ تا ۴۹۳ پیش از میلاد دیرپایید. دلیل اصلی این ناآرامی‌ها، نارضایتی شهرهای یونانی در آسیای کوچک از حاکمان ستمگری بود که ایرانیان برگمارده بودند، به خصوص دو ستمگر میلتوسی، هیستیائوس و آریستاگوراس. شهرهای ایونیا در سال ۵۴۰ پیش از میلاد توسط ایرانی‌ها فتح شدند، و سپس حاکمانی بومی که توسط ساتراپ‌های ایرانی در سارد تعیین می‌شدند، بر آن‌ها حکم می‌راندند. در ۴۹۹ پیش از میلاد حاکم میلتوس، آریستاگوراس، حملهٔ مشترکی را با مگاباتس سردار ایرانی، و تحت نظارت ساتراپ ایرانی لیدی آرتافرنه یکم، برای فتح جزیرهٔ ناکسوس انجام داد تا موقعیت خود را مستحکم کند. مأموریت به سختی شکست خورد و آریستاگوراس که موقعیت خود را متزلزل می‌دید، شهرهای ایونیا را علیه داریوش بزرگ، شاهنشاه ایران، شوراند.
بنا بر دانشنامه ایرانیکا در سال ۴۹۴ پیش از میلاد ایونیان با تحریک و حمایت دولت‌شهرهای آتن و اسپارت در آسیای صغیر علیه حکومت هخامنشی شورش می‌کنند و شهر سارد را به آتش می‌کشند.

## مستعمرات یونانی در آسیای صغیر
در دورهٔ تاریک، یعنی پس از سقوط تمدن میسنی، تعداد چشمگیری از یونانیان به آسیای صغیر مهاجرت کردند و در آنجا ساکن شدند و مستعمراتی را ایجاد کردند. این یونانیان از سه گروه قبیله‌ای بودند: ۱) یُنیان‌ها ۲) اِئولیان‌ها ۳) دوریان‌ها. ینیان‌ها در امتداد سواحل لیدیه و کاریه سکونت گزیدند. اسم یونان در زبان فارسی از اسم همین قوم گرفته شده‌است، چون اهمیت آنها در این مستعمرات بیشتر بود. هرودوت اوضاع این مستعمرات را چنین توصیف می‌کند (کتاب اول، بندهای ۱۴۱–۱۷۱): «ینیان‌هایی که شهر پانیونیون (Panionion) متعلق به آنهاست، شهرهای خود را در جاهایی بنا کرده‌اند که از حیث خوبی آب و هوا در هیچ‌جا نظیر ندارد؛ نه شهرهای بالا می‌توانند با اینها برابری کنند و نه شهرهای پایین، نه صفحات شرقی و نه صفحات غربی. ینیان‌ها به چهار زبان تکلم می‌کنند [مقصود، گویش است]. اول شهر ینیانی، میلت است که در مغرب واقع است. پس از آن، موئوس (Myus; Myos, Myous) و پری‌ین. این شهرها در کاریه واقع‌اند و اهالی آنها به یک زبان حرف می‌زنند. شهرهای ینیانیِ واقع در لیدیه، اینهاست: اِفِسوُس، کولوفون، لِبِدوس، تِئوس، کلازُمِن و فوکایا (Phocaea). اینها به یک زبان تکلم می‌کنند، ولی زبان آنها شبیه زبان شهرهای مذکور در فوق نیست. از سه شهر دیگر ینیانی، دو شهر در جزیرهٔ ساموس و خیوس واقع است و سومی، شهر اِروُترای (Erythrae; Erythrai) است که در خشکی بنا شده‌است. اهالی خیوس و اروترای به یک زبان تکلم می‌کنند و اهالی ساموس به زبانی دیگر. این است چهار لهجهٔ اهالی ینیانی». بعد هرودوت می‌گوید: «ینیان‌های متحد زمانی از سایر ینیان‌ها جدا شده بودند. جهت جدایی از اینجا بود که در آن زمان ملت یونانی در مجموع ضعیف به نظر می‌آمد و ینیان‌ها در میان اقوام یونانی از همه ضعیف‌تر بودند و جز آتن، شهر مهمی نداشتند؛ بنابراین چه آتنی‌ها و چه سایر ینیان‌ها، احتراز داشتند از اینکه خود را ینیانی بنامند، و تصور می‌کنم که حالا هم غالب ینیان‌ها این نام را شرم‌آور می‌دانند. دوازده شهر متحد ینیانی، به‌عکس به اسم خود افتخار می‌کردند. آنها معبدی برای خود ساختند که پانیونیون نامیدند؛ از ینیان‌های دیگر کسی را بدانجا راه نمی‌دادند و کسی هم جز اهالی ازمیر طالب نبود که در اتحاد آنها داخل شود. پانیونیون در دماغهٔ میکال واقع است، و این معبد برای خدای دریاها، پوسِیدون هِلیکون (Hélicon) ساخته شده‌است. در عیدی، ینیان‌های شهرهای متحد در اینجا جمع می‌شوند و این عید را پانیونیون می‌نامند. شهرهای ینیانی این است که ذکر شد». از نوشته‌های هرودوت معلوم می‌شود که دوریان‌ها هم اتحادی از شش شهر دوریانی داشتند، ولی بعدها هالیکارناسوس را از آن جهت که یکی از اهالی آن برخلاف عادت قدیم رفتار کرد، از اتحاد خارج کردند. اِئولیان‌ها هم اتحادیه‌ای متشکل از دوازده شهر داشتند، ولی ینیان‌ها شهر ازمیر را از آنها انتزاع کردند و یازده شهر در اتحادیهٔ مزبور باقی ماند. زمین‌های ائولیانی حاصلخیزتر از زمین‌های ینیانی بود، ولی از حیث خوبی آب و هوا با شهرهای ینیانی برابری نمی‌کرد. از توصیفی که هرودوت از شهرهای سه‌گانهٔ این اقوام یونانی به دست می‌دهد، اینطور مستفاد می‌شود که یونانیان مزبور یکپارچگی و اتفاقی کلی نداشتند و هر یک از آنها به دسته‌هایی تقسیم شده و اتحادیه‌های کوچکی تشکیل داده بودند، و بین این اتحادیه‌ها هم رقابت و منازعه وجود داشت.
این شهرها و مستعمرات یونانی‌نشین تا زمان تصرف شدن به‌وسیلهٔ کرزوس، پادشاه لیدیه در حدود سال ۵۶۰ پیش از میلاد مستقل ماندند. کرزوس، پادشاه لیدیه پس از رسیدن به سلطنت درصدد بسط و توسعهٔ قلمرو حکومتی خود برآمد. او نخست شهر میلتوس را، که از مهم‌ترین مستعمرات یونانی در آسیای صغیر بود، به قلمروش افزود، و سپس به سایر شهرها و سکونتگاه‌های یونانی در آسیای صغیر که در غرب رود هالیس واقع بودند (به‌استثنای لیکیه و کیلیکیه) چنگ انداخت. طبق نوشتهٔ هرودوت، لیدیایی‌ها نخستین ملت غیریونانی بودند که توانستند به این مناطق تسلط پیدا کنند. به این ترتیب، فریگی‌ها، میسی‌ها، ماریاندی‌ها، پافلاگونی‌ها، کاری‌ها، بیتینی‌ها و بسیاری اقوام و مردمان دیگر به اطاعت لیدیایی‌ها درآمدند.

## پیش‌زمینه

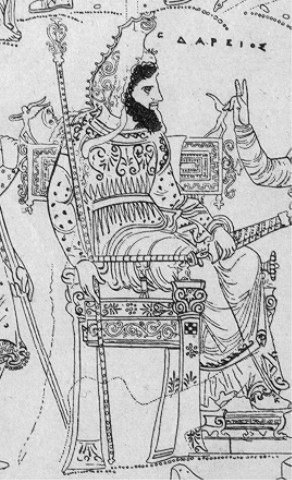
نگارگری یونانی از داریوش هخامنشی در حال فرمان دهی

### نخستین تماس ایرانیان و یونانیان
نخستین ارتباط و تماس یونانیان با ایرانیان در زمان کوروش بزرگ هخامنشی اتفاق افتاد. با گسترش یافتن قلمرو کوروش، پادشاهی پارس با لیدیه همسایه و هم‌مرز شد و بین دو پادشاهی جنگ درگرفت. کرزوس بنا به پاسخی که پیتی معبد دلفی به او داده بود، درصدد جلب نظر و حمایت دول یونانی برآمد. اوضاع داخلی آتن به دلیل حکمرانی پیسیستراتوس در آن شهر به گونه‌ای نبود که آتنیان بتوانند کمکی به لیدیه بکنند، این بود که پادشاه لیدی سفیری به اسپارت فرستاد و خواهان کمک شد. سابقاً کرزوس مقدار زیادی طلا برای ساختن مجسمهٔ آپولون به اسپارت داده بود و حالا از اسپارتی‌ها توقع داشت که این خدمتش را جبران کنند. اسپارتی‌ها سفیر را خوب پذیرفتند و هدایایی را که کرزوس فرستاده بود، قبول کردند، اما راجع به اتحاد با او ضد کوروش جواب مبهمی دادند و گفتند که در تهیهٔ فرستادن لشکری خواهند شد و کاسهٔ بزرگی از مس برای پادشاه لیدیه فرستادند، ولی این کاسه به مقصد نرسید، زیرا چنان‌که فرستادگان گفتند، اهالی جزیرهٔ ساموس آن را ربودند. نیز کرزوس به این عنوان که می‌خواهد عقیدهٔ غیبگوی معبد دلفی را راجع به جنگ با پارسیان بپرسد، شخصی به نام اوریبات را به یونان فرستاد. این فرد در باطن مأموریت داشت تا با وجوه فراوانی که همراهش داشت، از میان یونانی‌ها سربازانی را به‌طور مزدور برای جنگ با پارس اجیر کند. اما اوریبات گریخت و نزد کوروش رفت و او را از نیت و نقشهٔ پادشاه لیدی آگاه ساخت. دیودوروس سیکولوس در قطعه‌ای از کتاب نهمش به ماجرای اوریبات اشاره می‌کند و می‌نویسد: این خبر در تمام یونان منتشر شد، و هنوز هم اگر بخواهند کسی را بی‌شرف بخوانند، می‌گویند اوریبات است. بدخواهان، ولو از دست کسی که به او خیانت کرده‌اند مجازات نبینند، رسوایی‌شان پس از مرگ هم به دنبال آنهاست.
تلاش کوروش برای ارتباط برقرار کردن با دولت‌شهرهای یونانی و جلب نظر آنان، اقدامی کاملاً منطقی و سنجیده بود، چون او از طریق ارتباط داشتن با یونانیان، یکی از این دو کار را می‌توانست انجام دهد: ۱) یا در پشت جبههٔ دشمن، ناآرامی و اغتشاش ایجاد کند و به این ترتیب او را به خود مشغول سازد، ۲) یا اینکه حداقل کروزوس نتواند از سرزمین‌هایی که به‌تازگی با پیاده‌نظام زرهی خود فتحشان کرده بود، سرباز مزدور برای جنگ اجیر کند؛ چنان‌که ادوارد مه‌یر تأکید دارد، و این هشداری بود به تصورات باطل پادشاهی‌های شرقی که در شناخت جغرافیایی خود بسیار ابتدایی بودند.
کوروش قبل از اینکه با کرزوس وارد جنگ شود، فرستادگانی نزد یُنیان‌ها گسیل کرد و از آنها خواست که علیه لیدیایی‌ها بشورند، ولی ینیان‌ها این تکلیف را نپذیرفتند. از طرفی، سپاهیان اجیر یونانی هم به کار کرزوس نیامد، چون کوروش قبل از رسیدن آنها، موفق به تسخیر سارد و برانداختن پادشاهی لیدیه شد.
باید توجه داشت که روایت ژوستن از این جنگ متفاوت است. او می‌نویسد که عطوفت و رأفت کوروش در حق کروزوس، هم برای لیدیایی‌ها و هم برای پارسی‌ها مفید بود، چون یونانیان با کروزوس صمیمی بودند، و همین که از جنگ کوروش با لیدیه آگاه شدند، قوایشان را شتابان به آنجا فرستادند؛ چنان‌که گویی نایرهٔ جنگ خود آنان را هم تهدید می‌کرده‌است. اگر کوروش نسبت به کروزوس رفتار بدی نشان می‌داد، جنگی وحشت‌انگیز برای او با یونان پیش می‌آمد. این نوشته‌های ژوستن (که از کتب و مطالب تروگ پومپه بهره برده‌است) با گفته‌های هرودوت، کتزیاس و گزنفون همخوانی ندارد، چون آنها اعتقاد دارند که یونانیان در این جنگ دخالت (حداقل دخالت نظامی و فیزیکی مستقیم) نکرده‌اند.
پس از تصرف سارد، ینیان‌ها و ائولیان‌ها سفیر نزد کوروش فرستادند و از او تقاضا کردند که کوروش با آنها مانند پادشاه لیدیه رفتار کند، یعنی در امور داخلی آنها دخالت نکند و همان امتیازات را برای آنها هم بشناسد. کوروش پاسخ مستقیمی به آنها نداد و این مثل را آورد: «نی‌زنی به دریا نزدیک شد و دید ماهی‌های قشنگی در آب در حال شنا هستند. پیش خود گفت: اگر نی بزنم، یقیناً این ماهی‌ها به خشکی می‌آیند. بعد نشست، و هر قدر که نی زد، دید که اثری از انتظار او نیست. پس توری برداشت و به دریا افکند؛ و عدهٔ زیادی از ماهی‌ها به دام افتادند. وقتی که ماهی‌ها در تور می‌جستند و می‌افتادند، نی‌زن در حال آنها نظاره می‌کرد و می‌گفت: حالا بیهوده می‌رقصید، می‌بایست وقتی من نی می‌زدم، به رقص آمده باشید». هرودوت می‌گوید که کوروش خواست با این تعبیر به آنها بفهماند که موقع را از دست داده‌اند، چون هنگامی که قبل از تصرف سارد به آنها پیشنهاد اتحاد کرد، آنها رد کردند. از بین مستعمرات یونانی، کوروش فقط با اهالی میلتوس قرارداد کرزوس را تجدید کرد، و نمایندگان سایر مستعمرات را مرخص نمود؛ بی‌اینکه خواسته‌شان را اجابت کرده‌باشد. نمایندگان مزبور به شهرهایشان برگشتند و پاسخ کوروش را رساندند و از تمام شهرهای ینیانی آسیای صغیر نمایندگانی معین شدند که در پانیونیون، محل همایش اقوام ینیانی در آسیای صغیر جمع شوند و علیه کوروش متحد شوند. نمایندگان شهرهای تجاری کولوفون، افسوس، فوکایا، پری‌ین، لبدوس، تئوس، اروترای و مناطق دیگر در اینجا گرد هم آمدند. شهر میلتوس چون به مقصود خود رسیده بود، از شرکت در این اجتماع خودداری کرد. جزایر ساموس و خیوس هم شرکت نکردند؛ با این تصور که چون کوروش بحریهٔ قوی ندارد (فینیقیه هنوز تابع کوروش نشده بود)، با آنها کاری نخواهد داشت. اما سایر شهرها با وجود اینکه با هم رقابت داشتند، در برابر خطر مشترک با هم متحد شدند. ائولیان‌ها گفتند: ینیان‌ها هر کاری بکنند، ما هم همان کار را خواهیم کرد. دوریان‌ها به این علت که نماینده‌ای از شهر هالیکارناسوس ـ که دوریانی بود ـ دعوت نشده بود، از شرکت در عملیات خودداری کردند. چون جزایر یونانی هم حاضر نشدند در این ائتلاف شرکت کنند، ینیان‌ها و ائولیان‌ها قرار گذاشتند سفیری به اسپارت بفرستند و از آن دولت کمک بطلبند. بنا به درخواست این دولت‌شهرها، اسپارتی‌ها نمایندگانی به فوکایا فرستادند و این نمایندگان فردی به نام لاکرینس را انتخاب کردند و او را نزد کوروش فرستادند و او به شاه پارس گفت: «برحذر باشید از اینکه مستعمرات یونانی را آزار دهید؛ چه اسپارت چنین رفتاری را تحمل نخواهد کرد». کوروش از این سخن نماینده، شگفت‌زده شد و از ملازمان یونانی خود پرسید: «لاسدمونی‌ها کیستند و عده‌شان چیست که بدین‌سان حرف می‌زنند؟» این پرسش او، یک طعنهٔ محض نبود؛ او از کسانی پرسش می‌کرد که می‌دانست گزارش می‌دهند. به‌علاوه وی دربارهٔ یونانیان ساکن در سرزمین اصلی یونان همان اندازه اطلاع داشت که اسپارتی‌ها و آتنی‌ها و دیگران دربارهٔ او و قومش می‌دانستند. یونانی‌های مذکور این مردم را معرفی کردند. پس از آن کوروش رو به نماینده کرد و گفت: «من هیچگاه از مردمی که در شهرهایشان جایی مخصوص دارند و در آن محل جمع می‌شوند تا با قید قسم یکدیگر را فریب دهند، تشویش نداشته‌ام. اگر زنده ماندم، چنان کنم که این مردم، به جای اینکه در امور ینیان‌ها دخالت کنند، از کارهای خودشان حرف بزنند». هرودوت سپس می‌افزاید که: «منظور کوروش از این پیام، انتقاد کلی از رفتار همهٔ مردم یونان بود، زیرا ایشان میدان و بازار برای داد و ستد کالا دارند، و برعکس؛ پارسیان از محل خاصی جنس نمی‌خرند و در واقع در تمام سرزمین خود بازاری ندارند. پس از شنیدن این سخنان، نمایندگان اسپارت به شهر خود بازگشتند و پاسخ کوروش را به دو پادشاه خود ابلاغ کردند. آنها هم ماوقع را به اطلاع مردم رساندند و مسئلهٔ استمداد یونانی‌های آسیای صغیر از اسپارت به همین‌جا ختم شد. کوروش، ژنرال مادی، مازارِس را مأمور تسخیر مستعمرات یونانی آسیای صغیر کرد و او توانست پری‌ین، دشت مئاندر و ولایات ماگنزیا را به تصرف درآورد. سپس سردار مزبور مرد و هارپاگوس مادی به جای او منصوب شد. هارپاگوس نخست به فوکایا حمله کرد. اهالی فوکایا تصمیم گرفتند که همگی شهر خود را رها کنند و به سیسیل بگریزند، تا بندهٔ پارسی‌ها نشوند (هر چند که بسیاری از آنها بعدها بازگشتند). هنگامی که هارپاگ به تئوس حمله کرد، برخی از تئوسی‌ها نیز تصمیم به مهاجرت گرفتند. اما بقیهٔ ایونی‌ها ماندند و در نتیجه سرزمین‌هایشان یکی پس از دیگری به تصرف سپاهیان پارسی درآمد.

## پارسی‌ها و حکومت بر ایونی‌ها
پارسی‌ها در حکومت کردن بر ایونی‌ها به مشکل برخوردند. کوروش بزرگ در جاهای دیگر می‌توانست از طبقهٔ نخبه و گروه‌های ممتاز و برگزیدهٔ بومی هر قوم و جامعه برای حکومت بر آن توده‌ها و اجتماعات به عنوان اتباع خود استفاده کند (مثلا دربارهٔ یهودیه در جنوب فلسطین، که از کارگزاران و عوامل دینی و مذهبی محلی بهره برد)؛ حال آنکه دربارهٔ یونانیان چنین چیزی عملاً امکان نداشت و چنین گروه‌هایی در آن سرزمین وجود نداشتند. در شهرها و مناطق یونانی‌نشین طبقهٔ آریستوکرات و اشرافی وجود داشت که به‌ناچار به دسته‌هایی مخالف و معارض هم تقسیم می‌شدند. به همین سبب پارسی‌ها در هر شهر یونانی آسیای صغیر یک تیران گماشتند که این عمل متعاقباً آنها را وارد درگیری‌ها و جبهه‌بندی‌های داخلی یونانیان کرد. علاوه بر این، یک تیران ممکن بود گاهی اوقات به دنبال کسب استقلال و خودمختاری و گردن‌فرازی برآید و لازم شود او را با فرد و گزینهٔ دیگری تعویض کرد. همچنین تیران بودن هم کار آسانی نبود؛ چه آنها نمایندگان و گماردگان حکومت ایران به‌شمار می‌رفتند و همین کافی بود تا مورد نفرت و انزجار عمیق توده‌های مردم خود واقع شوند. از دیگر سو بین جباران و حاکمان یونانی آسیای صغیر هم اختلافات و منازعاتی وجود داشت. هرودوت در این باره می‌گوید:
کوروش اورویتِس نامی را والی سارد کرده بود. این والی خواست مرتکب جنایتی شود و پولی‌کرات جبار جزیره سامس را بکشد و این جزیره را جزو پارس کند. می‌گوییم مرتکب جنایتی، زیرا جبار مذکور اقدامی بر ضد او نکرده بود و چیزی که به او برخورده باشد، نگفته بود و حتی با او روبه‌رو هم نشده بود. جهت عداوت او غالباً می‌گویند که این بود: روزی والی مزبور و میتروباتس، والی داسکیلیون دم درب بزرگ قصر نشسته بودند و با هم صحبت می‌کردند. صحبت آنها به مشاجره و دعوا کشید و میتروباتس به اری‌تس گفت: تو خود را مرد دانی؛ و حال آنکه نتوانسته‌ای جزیره سامس را برای شاه تسخیر کنی، با اینکه این‌قدر به ایالت تو نزدیک است و تسخیر آن به این اندازه آسان که یکی از بومی‌ها حکومت آنجا را با پانزده نفر سپاهی سنگین‌اسلحه به دست گرفته‌است. این سخن به والی گران آمد و از این زمان بر خود مخمّر کرد انتقام این سخن را بکشد، ولی نه از گویندهٔ آن، بلکه از پولی‌کرات، که جبار سامس بود. به عقیدهٔ برخی، که در اقلیت‌اند، اری‌تس رسولی به سامس برای کاری فرستاد و پولی‌کرات او را با بی‌اعتنایی پذیرفت؛ چه وقتی که رسول بر او وارد شد، پولی‌کرات برنخاست و جوابی به او نداد. پولی‌کرات یکی از نخستین یونانی‌هایی بود که فکر تسلط یافتن بر دریاها و حکومت کردن بر ینیان‌ها را در دماغ خود می‌پخت، و چون اری‌تس از تمام نقشه‌های او اطلاع داشت، رسولی با این پیغام نزد او فرستاد: اری‌تس به پولی‌کرات چنین گوید: من می‌دانم که تو نقشه‌های مهم داری، ولی وسایل تو با آن نقشه‌ها موافقت ندارد. اگر تو، چنان کنی که من گویم، نام خود را بلند خواهی کرد و مرا هم نجات خواهی داد. کبوجیه قصد جان مرا دارد. خزائن مرا از اینجا ببر، بعد قسمتی را برای خود نگاهدار و قسمت دیگر را برای من بگذار. به این وسیله تو می‌توانی صاحب اختیار تمام یونان گردی. اگر باور نداری که من خزائنی دارم، اشخاصی مطمئن روانه کن تا آن را نشان دهم. پولی‌کرات از این پیغام مشعوف شد؛ چه بسیار مایل بود گنجی به دست آرد. بعد دبیر خود را فرستاد تا خزائن را معاینه کند. چون اری‌تس می‌دانست که مفتش خواهد آمد، هشت جعبه را پر از سنگ کرد و سنگ‌ها را با مسکوکات طلا پوشید. مئاندریوس، دبیر پولی‌کرات آمد و جعبه‌ها را دید و نتیجه را به پولی‌کرات اطلاع داد. پس از آن به زودی پولی‌کرات عازم ملاقات اری‌تس شد، و حال آنکه فال‌گیرها او را از این مسافرت ممانعت کرده بودند و دخترش در خواب دیده بود که پدرش در هوا آویخته، و زئوس او را شست‌وشو می‌کند و آفتاب تن او را روغن می‌مالد. بر اثر این خواب، دختر پولی‌کرات پدر را از این مسافرت منع کرد و او در ازای این نصیحت، دختر خود را تهدید کرد و گفت که اگر من سالم از این سفر برگشتم، تو مدت‌ها بی‌شوهر خواهی ماند. دختر از خدا استغاثه می‌کرد که تهدید پدر واقع شود؛ چه بی‌شوهری را بر مرگ پدر ترجیح می‌داد. پولی‌کرات با دموک دس طبیب نامی زمان خود، وارد ماگنزی گردید و در آنجا با افتضاح کشته شد و نعش او را به دار آویختند. هرودوت گوید: اری تس او را طوری کشت که من نمی‌توانم حتی آن را توصیف کنم. پس از آن، والی همراهان او را مرخص کرد و گفت: شما باید ممنون باشید که آزاد شدید، ولی خارجی‌ها و بندگان او را نگاه داشت و بندگان خود کرد. آویختن نعش پولی‌کرات تعبیر خواب دخترش بود؛ هر زمان که باران می‌بارید، زئوس او را شست‌وشو می‌کرد و آفتاب هم نعش او را روغن می‌مالید، زیرا از شدت حرارت آفتاب، از جسد او رطوبت می‌تراوید. پس از آن طولی نکشید که اری تس جزای کردار خود را دید، توضیح آنکه در زمان اغتشاشات ایران، او میتروباتس را، که وقتی اری تس را سرزنش کرده بود، با پسرش کشت و این دو نفر از رجال مهم پارس بودند. بعد مرتکب جنایات دیگر گردید، مثلاً وقتی که چاپار داریوش از ایالت او برمی‌گشت، از کمین‌گاهی مورد حمله قرار گرفت، و چاپار را کشتند و جسد او و اسبش را پنهان کردند. وقتی که داریوش شاه شد، تصمیم گرفت که اری تس را از جهت قتل میتروباتس و پسرش مجازات کند، ولی صلاح ندید که آشکارا قشونی علیه او بفرستد؛ چه تازه به تخت نشسته بود و یاغی‌گری‌ها دوام داشت، و دیگر اینکه قوای اری تس بسیار بود؛ هزار نفر پارسی مستحفظین او بودند و حکومت قسمت‌های دیگر آسیای صغیر مانند فریگیه، لیدیه و حکومت ینیان‌ها هم با او بود؛ بنابراین داریوش پارسی‌ها را طلبید و به آنها گفت: از شما که می‌تواند مأموریتی را که من خواهم داد، با حیله و زرنگی انجام دهد؟ در این مأموریت، اِعمال قوه اقتضاء ندارد؛ حیله و تردستی لازم است، که می‌تواند اری تس را مرده یا زنده نزد من آرد؟ چنان‌که می‌دانید، او کاری برای پارس نکرده؛ سهل است که دو نفر از پارسی‌ها را هم کشته و چاپار مرا اعدام کرده و با این اقدام جسارتی بروز داده که قابل تحمل نیست. ما باید زودتر از آنکه از طرف او جنایت‌های دیگری متوجه پارس شود، نابودش کنیم. سی نفر از پارسی‌ها حاضر شدند مسئولیت را بر عهده بگیرند، و چون هر یک به تنهایی می‌خواست اقدام کند، میانشان منازعه درگرفت و داریوش قرعه کشید. قرعه به نام باگایا پسر آرتونت درآمد. پس از آن باگایا چنین کرد: احکامی راجع به کارهای مختلف نویساند و به مهر شاهنشاه رساند و عازم سارد شد. پس از ورود، نزد والی رفت و نامه‌ها را یک‌به‌یک درآورد و به دبیر شاهی داد که بخواند. هر والی یک دبیر شاهی دارد [مقصود هرودت، دبیری است که از مرکز می‌فرستادند]. منظور باگایا این بود که بداند احکام مرکز چه اثری در مستحفظین می‌کند. وقتی که دید آنها مهر داریوش را تعظیم و تکریم می‌کنند و به مضامین احکام، توجه مخصوصی دارند، حکمی بدین مضمون درآورد: «پارسی‌ها، داریوش شاه به شما امر می‌کند که دیگر مستحفظ اری تس نباشید». به محض شنیدن این حکم، مستحفظین نیزه‌هایشان را فرود آوردند، و چون باگایا فهمید چه اثری در حکم شاه است، حکم دیگری بیرون آورد و به دبیر شاهی داد. مضمون آن حکم چنین بود: «پارسی‌ها، داریوش شاه به شما می‌فرماید اری تس را بکشید». به مجرد شنیدن این حکم، پارسی‌ها شمشیرهای خود را برهنه نمودند و اری تس را نابود کردند. چنین بود مکافات اری تس در ازای قتل پولی‌کرات سامسی.

## داریوش بزرگ و مناسبات او با یونانیان
بی‌شک فرمانروای کاردان و سیاسی مانند داریوش از همان ابتدای مواجه شدن با عنصر یونانی در آسیای صغیر و مناطق و سرزمین‌های غربی قلمرو خود، به حساسیت ویژهٔ این مناطق و مشکلات و ظرافت‌های حکم راندن بر چنین مردمانی پی برده بود. او ناچار می‌بایست رویکرد محتاطانه‌ای در قبال این اقوام در پیش بگیرد، اما به هر صورت سیاست فتح و تصرف را در مواجهه با عنصر یونانی اتخاذ کرد. او پیش از لشکرکشی خود به سکاییه (اسکیتیا) در سال ۵۱۲ ق.م. (که گفته می‌شود از تراکیه و حاشیهٔ شمالی دریای اژه هم عبور کرد)، (و یا شاید بلافاصله پس از آن) جاسوسان و کشتی‌هایی برای شناسایی و کاوشگری و تهیهٔ نقشه از سواحل یونان و سپس جنوب ایتالیا به آن مناطق اعزام داشت. این کشتی‌ها ظاهراً تمام غرب را کاوش نکردند و از این رو داریوش هرگز نتوانست تصویر درستی از جهان پهناور مدیترانه‌ای ـ اروپایی و چگونگی این سرزمین‌ها و اقوام آنها به دست آورد. با این حال، آنچه او قبلاً دربارهٔ حاشیه‌های شرقی این جهان می‌دانست، برای آگاهی از منابع طبیعی غنی و مساعد این منطقه برای تصرف کافی بود. کشتی‌های پارسی هنگام مراجعت، گرفتار طوفان شدند و به ساحل افتادند و به اسارت درآمدند، اما سرانجام آزاد شدند و نجات یافتند و توانستند به موطن خود بازگردند. اینها نخستین پارسی‌هایی بودند که از آسیا به یونان و ایتالیا برای دیدن آن مناطق مسافرت کردند، و پس از آن این امر دیگر تعقیب نشد. خود داریوش هنگام لشکرکشی به سکاییه، از نزدیک با بخش‌هایی از سرزمین‌های یونانی‌نشین آشنا شده بود، و چه‌بسا همین مسئله او را کنجکاو به تتبع و کاوش و دانستن بیشتر دربارهٔ این مناطق کرده‌باشد.
داریوش در این لشکرکشی، سپاهی هشتاد هزار نفری را به سرداری مگابیزوس در اروپا گذاشت و این سپاه توانست اهالی هلس پونت ـ یعنی پِرینتوسی‌ها ـ را مطیع کند. سپس مگابیز موافق دستور داریوش وارد تراکیه شد و مردم آنجا را هم یکایک مطیع شاهنشاه پارس کرد. در حالی که مگابیز مشغول به جا آوردن فرمان‌های شاهانه بود، داریوش با عجله از هلس پونت به سوی سارد بازگشت. پس از بازگشت، خدماتی که هیستیایوس، جبار میلتوس کرده بود و پیشنهادی که کوئس (Koës; Coes) دریاسالار میتیلنی داده بود، به خاطرش آمد و آن دو را به سارد خواست و به آنها گفت: پاداشتان را خودتان انتخاب کنید. چون هیستیایوس جبار میلتوس بود و احتیاجی به خواستن سمت جباری نداشت، خواهش کرد که حکومت ولایت مورکینوس در ساحل رود استرومون (استرومای امروزی) را به او بدهند تا در آنجا شهری بنا کند. کوئس هم درخواست کرد که او را جبار میتیلن کنند. داریوش خواستهٔ هردویشان را اجابت کرد و هر دو به محل‌هایی که انتخاب کرده بودند، عزیمت کردند. در همین زمان تراکیه، مقدونیه، پایونیا (پیونیه) و جزایر دریای اژه و از جمله جزیرهٔ سامس هم به تصرف ایرانیان درآمدند. سامس از این نظر اهمیت داشت که نخستین دولت یونانی بود که تابع شاهنشاهی هخامنشی گردید.
مگابیز پس از انجام مأموریت‌هایی که بر دوشش گذاشته شده بود، همراه مردم پایونیا (پیونیه‌ای‌ها) از هلس پونت گذشت و به سارد رفت و در آنجا به داریوش گفت: «شاها، این چه کاری بود که کردی؟ به هیستیایوس اجازه دادی شهری در تراکیه بنا کند. این شهر در جایی است که جنگل زیاد و معدن نقره دارد. در اطراف این محل یونانی‌ها و خارجی‌ها زیادند. اگر تحت ریاست او این مردم شب و روز کار کنند، باعث جنگ داخلی خواهند شد. برای احتراز از چنین پیش‌آمدی، به بهانه‌ای او را بخواه و مگذار دیگر بدانجا برگردد». سخنان مگابیز مورد پسند داریوش قرار گرفت، به همین جهت قاصدی با این پیغام به مورکینوس فرستاد که: «هیستیایوس، داریوش شاه به تو چنین گوید: پس از تفکر، می‌بینم که کسی بیش از تو دوست من نیست و بیش از تو در کارهای من همراهی ندارد. این نکته را تو با عمل ثابت کرده‌ای، نه با حرف. چون اکنون در تدارک کاری بزرگ هستم، لازم است که نزد من آیی تا طرف شور من واقع شوی». هیستیایوس باور کرد و مستشاری شاه را مقام ارجمندی دانست و نزد داریوش به سارد آمد، و همین که نزد داریوش رفت، شاه به او گفت: من تو را احضار کردم؛ از این جهت که دیدم تو فردی عاقل و نسبت به من صمیمی هستی و گنجی گران‌بهاتر از دوست عاقل و صمیمی وجود ندارد. تراکیه و شهری را که می‌سازی، رها کن، بیا به شوش برویم و در آنجا سر سفرهٔ من رفیق و مستشار من باش. پس از آن، داریوش اوتانس را به جای مگابیز مأمور فتوحات در سواحل و مناطق دریایی کرد و خود با هیستیایوس به شوش رفت.
اوتانس بیزانتیون و خالسدون را مطیع کرد و برخی مقاومت‌ها را در تروئاد سرکوب کرد و جزایر آنتاندِر و لامپونیوُس را گرفت. سپس با ناوگان کوئس از لسبوس حرکت کرد و جزایر غیریونانی لمنوس و ایمبروس را اشغال نمود و دوباره به سوی تراکیهٔ شرقی رهسپار شد، و کسانی را که یا قشون داریوش را هنگام عقب‌نشینی از سرزمین سکاها به ستوه آورده یا از آن گریخته بودند، به مجازات رسانید. بدین قرار ایران دوباره اعتبار خود را بازیافت. هرودوت گزارش می‌دهد که تا چند سال آشوب‌های آن منطقه «فروکش کرد». اما در ایونیه نارضایتی رو به رشد بود.
پس از عزیمت هیستیایوس به شوش، داریوش حکومت شهرهای میتیلن و مورکینوس را به آریستاگوراس، داماد هیستیایوس واگذار کرد. در همین اوان داریوش، نظر به اینکه امور مستعمرات ینیانی اهمیت می‌یافت، برادر خود ارتافرنس را والی لیدیه کرد و اوتانس پسر سیسامنِس را به ریاست قشون و سپاهیان آن منطقه منصوب نمود. والی جدید تازه‌وارد سارد شده بود که هیپیاس از خانوادهٔ پیسیستراتوس نزد او آمد و خواست که ارتافرن او را در آتن به حکومت برساند، و تعهد کرد که آتن را مطیع ایران کند و باج خود را به شاهنشاهی پارس مرتباً بپردازد. مقارن این احوال، چنان‌که هرودوت می‌گوید، اهالی جزیرهٔ ناکسوس که یکی از جزایر سیکلاد است، متمولین خود را بیرون کردند و آنها به میلتوس آمدند.